# Litsea sumatrana
Litsea sumatrana är en lagerväxtart som beskrevs av Jacob Gijsbert Boerlage. Litsea sumatrana ingår i släktet Litsea och familjen lagerväxter. Inga underarter finns listade i Catalogue of Life.